# Aalborg (općina)
Aalborg je općina u danskoj regiji Sjeverni Jutland.

## Zemljopis
Općina se nalazi u sjevernom dijelu poluotoka Jutlanda, prositire se na 1.143,99 km2.

## Stanovništvo
Prema podacima o broju stanovnika iz 2010. godine općina je imala 197.426 stanovnika, dok je prosječna gustoća naseljenosti 172,6 stan/km2. Središte općine je grad Aalborg.

### Veća naselja
| Veća naselja u općini |             |                    |
| Br.                   | Naselje     | Stanovnika (2010.) |
| 1.                    | Aalborg     | 102.312            |
| 2.                    | Nørresundby | 21.120             |
| 3.                    | Svenstrup   | 6.675              |
| 4.                    | Nibe        | 4.996              |
| 5.                    | Vodskov     | 4.414              |
| 6.                    | Klarup      | 4.075              |
| 7.                    | Gistrup     | 3.550              |
| 8.                    | Storvorde   | 3.274              |
| 9.                    | Vestbjerg   | 2.651              |
| 10.                   | Frejlev     | 2.601              |

## Vanjske poveznice
- Službena stranica općine